# Cosmopterix thebe
Cosmopterix thebe là một loài bướm đêm thuộc họ Cosmopterigidae. Loài này có ở Peru (Loreto).
Con trưởng thành được ghi nhận vào tháng 3.